# Sweeping Promises
Sweeping Promises — американський інді-рок дует із Бостона, штат Массачусетс. Зараз гурт базується в Лоренсі, штат Канзас.
Музика гурту була класифікована як пост-панк, інді-рок, нова хвиля.
До складу гурту входять Ліра Мондал (Lira Mondal) і Кофілд Шнуг (Caufield Schnug).
Під час гастролей, у якості ударника, до гурту приєднується мультиіструменталіст Спенсер Гралла (Spenser Gralla).

## Історія
Учасники гурту познайомились під час студентських років у коледжі Hendrix College, в Конвеї, штат Арканзас, у 2008 році. Спочатку вони брали участь у різноманітних музичних заходах. Але музику вони писали виключно разом, зміцнюючи довіру та повагу, які визначатимуть їхню співпрацю протягом наступного десятиліття. У перші роки вони орієнтувалися на музичну сцену Арканзасу, беручи участь у різних проектах.
Остаточно гурт Sweeping Promises сформувався наприкінці 2019 року, під час спонтанної джем сесії в покинутій науковій лабораторії, яка перетворилася на арт-простір у Бостоні.
Під час розпалу пандемії COVID-19, гурт переїхав до Лоренса, штат Канзас, де вони придбали будинок зі студією.
Гурт Sweeping Promises привернув увагу своїм дебютним альбомом, Hunger for a Way Out, випущеним у серпні 2020 року. Альбом демонструє характерне звучання пост-панку, що характеризується сирою енергією, незграбними гітарами та переконливим вокалом. Альбом отримав схвальні відгуки критиків. Gimmie Gimmie Gimmie Zine оголосив альбом своїм улюбленим релізом 2020 року, вихваляючи його простоту, дух і захоплюючі якості.
У червні 2023 року гурт Sweeping Promises представив свій другий альбом, Good Living Is Coming For You. Процес запису відрізнявся відходом від техніки одного мікрофона, використаної в їхньому попередньому альбомі. В інтерв'ю, де обговорювався альбом, Кофілд Шнуг наголосив на важливості запису в різноманітних і неточних просторах, відкидаючи контрольно-центричне мислення, яке часто асоціюється з сучасними записами.

## Дискографія
- Hunger for a Way Out (2020)
- Good Living Is Coming for You (2023)